# النمر العام (رواية)
النمر العام ، تحت عنوان مذكرات رئيس المخابرات الفيتنامية، هي رواية لجون هافان. نشرت لأول مرة في ٢٠١١ ، وهي تكملة لرواية الماندرين لعام ٢٠٠٨.

## الـحبكة
البطل، (هاي)، هو ابن (باخ) غير الشرعي. بطل العمل السابق. ومن الناجين المولودين، يقوم هاي باستمرار بإعادة اختراع نفسه تحت حكم الفرنسيين وفييت مين والنظم اليابانية وفي السادسة والثلاثين من عمره بدأ بتطوير نفسه وكان شغفه لا يمكن إيقافه. الذي ظهر كـ «النمر العام» في جمهورية فيتنام الجنوبية. الجزء الرئيسي من الكتاب مبني على الجاسوس الفيتنامي الشيوعي، فام إكسان. الذي كان صديقاً لصاحب البلاغ لسنوات عديدة. 